# Планетна вулиця (Київ)
Плане́тна ву́лиця — вулиця в Голосіївському районі міста Києва, місцевість Феофанія. Пролягає від вулиці Івана Сірка до вулиці Якова Степового.
Прилучаються вулиці Селекціонерів та Орбітна.

## Історія
Вулиця виникла в 50-х роках XX століття, мала назву Наукова. Сучасна назва — з 1958 року. У 1980-х роках до складу вулиці увійшла частина ліквідованої Ланкової вулиці (перший квартал між вулицями Івана Сірка та Селекціонерів).